# جزر اللؤلؤ

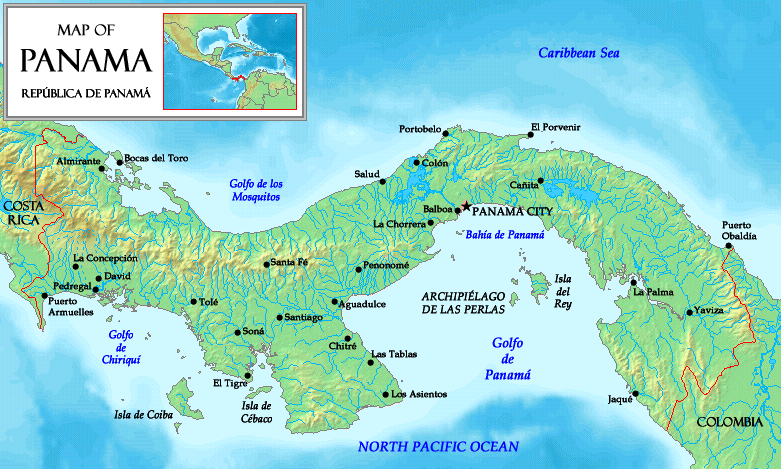
موقع جزر اللؤلؤ في خليج بنما

جزر اللؤلؤ (بالإسبانية: Archipiélago de las Perlas أو Islas de las Perlas) هي مجموعة من 200 جزيرة أو أكثر (العديد من الجزر الصغيرة وغير المأهولة) تقع على بعد حوالي 30 ميل (48 كـم) قبالة ساحل المحيط الهادئ لبنما في خليج بنما.

## الجزر

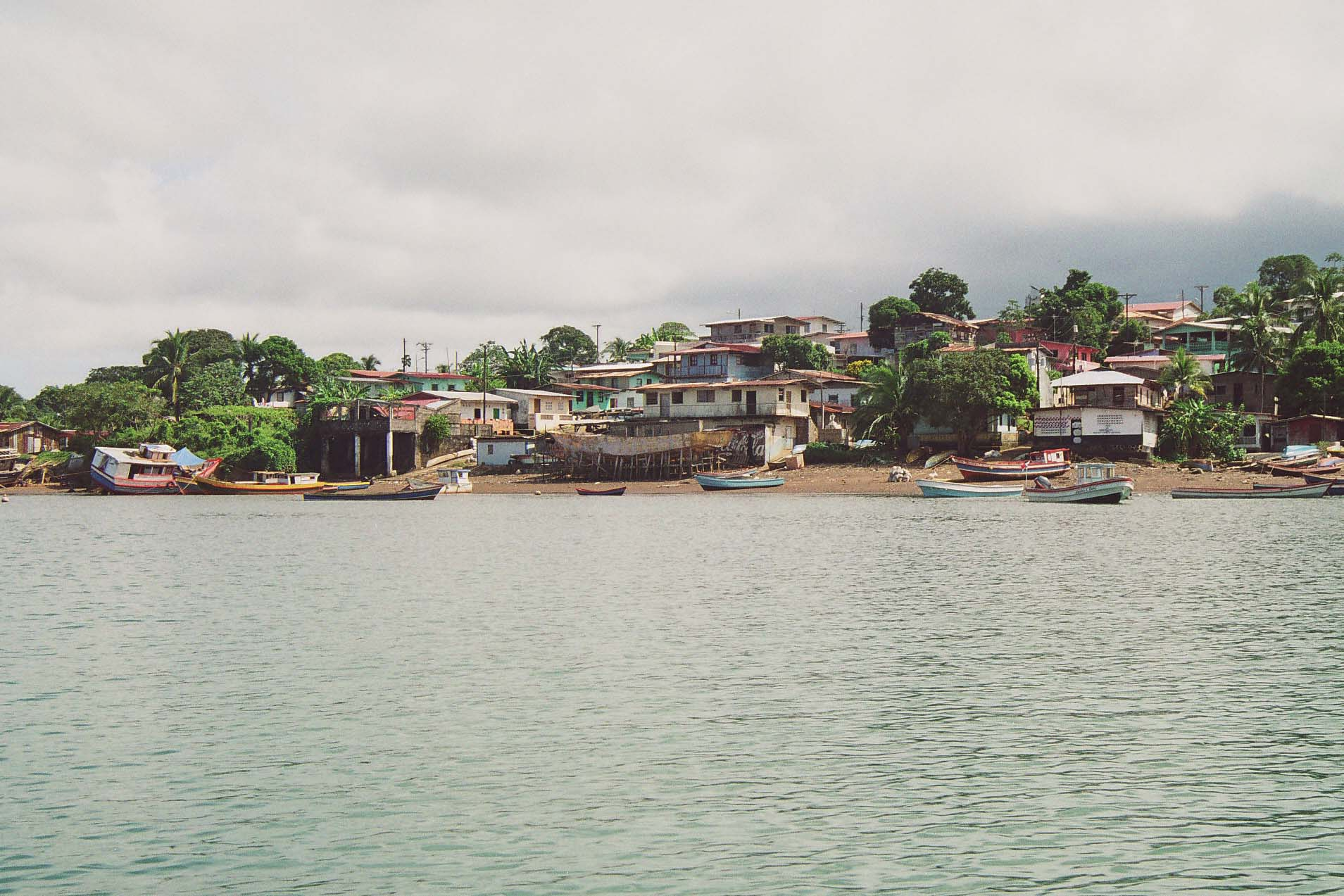
جزيرة ديل ري سان ميغيل

الجزيرة الأكثر شهرة هي جزيرة كونتادورا، والمعروفة بمنتجعاتها. قيل إن كونتادورا قد استخدمها الغزاة الأسبان كمحطة لجرد الغنائم قبل العودة إلى إسبانيا، ومن هنا جاء الاسم (كونتادور يعني عداد أو محاسب باللغة الإسبانية). كونتادورا هي جزيرة منتجع، بها العديد من المنازل المملوكة لأثرياء بنما. يوجد فندق كبير وكابينة أخرى متاحة. يعيش معظم عمال المنتجع في جزيرة سابوجا المجاورة.
في عام 1979، نفي شاه إيران لفترة وجيزة إلى جزيرة كونتادورا. تدير شركة الطيران المحلية، طيران بنما، رحلات يومية على الأقل بين بنما سيتي وكونتادورا وجزيرة سان خوسيه.
أكبر جزيرة تبلغ مساحتها 234 كيلومترًا مربعًا (90 ميلًا مربعًا) هي جزيرة جزيرة الملك، وربما يشير اسمها إلى المسيح الملك بدلاً من الملك العلماني. يوجد في جزيرة الملك عدة مدن، أبرزها سان ميغيل. وهي أكبر من جزر اللؤلؤ الأخرى مجتمعة، وهي ثاني أكبر جزيرة في بنما بعد كويبا.
الجزر الأخرى هي جزيرة بولانو، جزيرة بوينا فيستا، جزيرة كانا، جزيرة كاسايا، جزيرة تشابيرا، جزيرة تشيتري، جزيرة كوكوس، جزيرة إسبيريتو سانتو، جزيرة جاليرا، جزيرة جالو، جزيرة جيلبراليون، جزيرة بايونيتا، جزيرة لامبون، جزيرة مارين، جزيرة مينا، جزيرة باتشيكا، جزيرة باتشيكيل، جزيرة بيدرو جونزاليس، جزيرة بويركو، جزيرة سان خوسيه، جزيرة سينورا، جزيرة فيفيندا، جزيرة فيفيندا وجزيرة فيفيروس.
تتميز جزيرة جاليرا بواجهة من أشجار نخيل جوز الهند الطويلة جدًا وشاطئ رملي أبيض. تجعل التيارات القوية، جنبًا إلى جنب مع المياه الضحلة والشعاب الخشنة المحيطة بالجزيرة، الملاحة بالقرب من الجزيرة محفوفة بالمخاطر.

## التاريخ
قبل ثلاثة ملايين سنة تم إنشاء برزخ بنما. حتى ذلك الحين، كانت أمريكا الشمالية والجنوبية مقسمة عن طريق البحر. كان أكبر حدث جيولوجي وأهم حدث منذ 60 مليون سنة. قبل ذلك التاريخ، عندما بدأت صفائح الأرض بالانضمام إلى جزر اللؤلؤ، ظهرت من البحر. عثر مجموعة من القطع الأثرية على جزيرة كونتادورا والجزر الأخرى من فترة ما قبل كولومبوس. أكبر جزيرة هي جزيرة الملك حيث تم تحديد أكثر من خمسة عشر موقعًا أثريًا معترفًا بها قبل العصر الكولومبي لثقافتي «كويفاس» و«كوكلي». ومع ذلك، لم يبقى أي من السكان الأصليين.
احتل الهنود الجزر لأول مرة والذين قضوا (مع زعيمهم تيراريكي)في غضون عامين من اكتشاف الجزر من قبل الإسبان. أطلق الإسباني فاسكو نونيز دي بالبوا على الجزر اسم جزر اللؤلؤ عند اكتشافه لها عام 1513 بسبب وجود العديد من اللآلئ التي تم العثور عليها هناك. إسباني آخر، جاسبار دي موراليس، أباد 20 من زعماء الهنود المحليين بعد فترة وجيزة وأعطاهم لكلابه لتمزقهم إربًا. ثم احتاج الإسبان إلى عمال لحصاد اللؤلؤ لذا بدئوا باستيراد العبيد في القرن السادس عشر من إفريقيا والذين يعيش أحفادهم الآن في الجزر، ولا سيما جزيرة الملك.
كثيرًا ما استخدم القراصنة الجزر في السنوات التي تلت ذلك ولم تتعرض للاضطراب نسبيًا حتى الستينيات والسبعينيات من القرن الماضي عندما تم بناء المنتجع في كونتادورا الذي انسحب إلى ه شاه إيران في عام 1979.

## الاستدامة
يهدف قانون غرفة السياحة المستدامة بيرلاس إلى الحفاظ على التوازن البيئي الدقيق للجزر.

## شهرة إعلامية
تعد جزر اللؤلؤ مكانًا شهيرًا لبرامج تلفزيون الواقع، ولا سيما برنامج سرفايفر. كان للنسخة الأمريكية 3 مواسم  على الجزر. الموسم الثاني من النسخة الإسرائيلية من البرنامج، الموسم الأول من النسخة الجنوب أفريقية، الموسم الرابع من النسخة الفرنسية، الموسم الثالث من النسخة البلغارية والنسخ الأوكرانية من العرض كلها تم تصويرها على الجزر.